# Crítica ao Microsoft Windows
As várias versões do sistema operacional da Microsoft, o Windows, receberam muitas críticas desde sua criação, em 1985.

## Patch time
Em 2004, Tavis Ormandy, um engenheiro da Google, criticou a Microsoft por demorar a corrigir uma vulnerabilidade de segurança no Virtual DOS Machine (VDM) do Windows, por ele informada, a qual permaneceu conhecida da empresa durante sete meses até sua correção. Marc Maiffret, diretor chefe de hacking para pesquisa de segurança da empresa eEye Digital Security também criticou a Microsoft por saber sobre uma vulnerabilidade por 200 dias até disponibilizar um patch.

## Gestão de direitos digitais
Logo após o lançamento do Windows Vista, o cientista da computação Peter Gutmann criticou a gestão de direitos digitais (GDD)(DRM em inglês) incluída no sistema que permitia aos fornecedores restringir a reprodução de certos tipos de mídia. Segundo Gutmann:
- O GDD poderia inadvertidamente desabilitar funcionalidades.
- O requerimento para executar escaneamento em dispositivos[nota 1] poderia potencialmente incapacitar hardware de código aberto.
- A arquitetura de hardware tornava drivers unificados impossível.
- Alguns drivers eram defeituosos.
- Na descoberta da fragilidade de algum driver, permitindo a saída de conteúdo digital, a Microsoft poderia remotamente inabilitar aquele driver para todos os computadores a utiliza-lo, levando a ataques de negação de serviço (DoS Attack).
- O GDD diminuía a fiabilidade do sistema e aumentava o custo em hardware.
- Desenvolvedores de software tinham que licenciar desnecessários métodos sob propriedade intelectual de terceiros, aumentado o custo de seus drivers.
- O GDD consumia muito tempo de processamento da CPU e recursos dos dispositivos.

Sua análise obteve resposta da Microsoft, a qual afirmou que alguns dos recursos do GDD já estavam presentes no Windows XP, e desta forma provaram não ser problemáticos para seus clientes e que estes recurso seriam apenas ativados quando requeridos pelo conteúdo a ser tocado/executado.. Outras respostas vieram de George Ou e Ed Bott da ZDNet. Ed Bott publicou também uma réplica em três partes das afirmações de Gutmann na qual detalhou uma série de erros factuais na sua análise e criticou sua dependência em fontes questionáveis (posts em bloques pessoais, evidência de amigos, pesquisas no Google) e que Gutmann nunca testou ele mesmo suas teorias.

## Integração do Internet Explorer no Windows
Windows é criticado por ter integrado o navegador Internet Explorer ao Windows a partir do Windows 98. Anteriormente o navegador era fornecido separadamente. Como o Internet Explorer não era facilmente substituível pelo produto de outro fornecedor, isto feria os direitos do consumidor. Esta questão levantou suspeitas de práticas monopolísticas por parte da Microsoft, resultando no caso judicial United States v. Microsoft Corporation, o qual foi eventualmente resolvido fora dos tribunais.
Outra questão com a integração era que vulnerabilidades de segurança no Internet Explorer criava também vulnerabilidades no Windows, o qual poderia permitir a um invasor atacar o sistema operacional por meio da execução de códigos arbitrários.
Em janeiro de 2009, a Comissão Europeia começou a investigar a integração, afirmando: "Microsoft's tying of Internet Explorer to the Windows operating system harms competition between web browsers, undermines product innovation and ultimately reduces consumer choice". A Comissão Europeia e a Microsoft eventualente chegaram a um acordo no qual a Microsoft concordou que incluiria uma tela de seleção de navegadores aos usuários do Windows no Espaço Económico Europeu, feito pelo domínio BrowserChoice.eu.

## Windows rot
Google criticou o Windows por se tornar mais lento e menos confiável com o uso a longo prazo.
Adrian Kingsley-Hughes, da ZDNet, escreve que a diminuição do desempenho ao longo do tempo é devido ao carregamento dum número excessivo de software, carregamento duplicado de software, a instalação de muitos programas beta/free/trial, a utilização de drivers velhos, desatualizados ou incorretos, a instalação de novos drivers sem desinstalar os antigos e também devido a malwares e spywares.